# Supercoppa d'Europa 1986-1987 (hockey su pista)
La Supercoppa d'Europa 1986-1987 è stata la 7ª edizione dell'omonima competizione europea di hockey su pista. Alla manifestazione hanno partecipato i portoghesi del Porto, vincitore della Coppa dei Campioni 1985-1986, e i connazionali dello Sanjoanense, vincitore della Coppa delle Coppe 1985-1986.
A conquistare il trofeo è stato il Porto al primo successo nella sua storia.

## Squadre partecipanti
| Club        | Qualificazione                     | Partecipazioni precedenti (il grassetto indica la vittoria) |
| ----------- | ---------------------------------- | ----------------------------------------------------------- |
| Porto       | Detentore della Coppa dei Campioni | 1982-1983, 1983-1984                                        |
| Sanjoanense | Detentore della Coppa delle Coppe  | Esordiente                                                  |

## Risultati
| Squadra 1 | Totale | Squadra 2   | Andata | Ritorno |
| --------- | ------ | ----------- | ------ | ------- |
| Porto     | 12 - 7 | Sanjoanense | 9 – 3  | 3 – 4   |

| Porto 21 gennaio 1987 Finale di andata | Porto | 9 – 3 | Sanjoanense |  |

| São João da Madeira 28 gennaio 1987 Finale di ritorno | Sanjoanense | 4 – 3 | Porto |  |